# КВИФК (клуб по хоккею с мячом)
КВИФК — советский клуб по хоккею с мячом из Ленинграда, существовавший в 1948—1962 годах.

## История
Клуб был создан в 1948 году и представлял Военный дважды Краснознамённый институт физической культуры и спорта им. В. И. Ленина.
В 1949—1952 годах команда была чемпионом Ленинграда. В 1950—1953 годах участвовала в чемпионате СССР и розыгрыше Кубка СССР. В 1950—1953 годах в ряде документов и печати команда иногда именовалась «Институт физвоспитания».
В 1954 году отказалась от участия в чемпионате СССР. При этом команда продолжала выступления в городских и республиканских чемпионатах. В 1960—1962 годах команда называлась КВФ, что было связано с новым наименованием вуза —
Краснознамённый военный факультет ГОЛИФК им. Лесгафта. В 1962 году команда была расформирована. При восстановлении отдельного вуза в 1974 году команду не восстановили.
За четыре сезона в высшей лиге команда провела 27 игр (13 побед, 5 ничьи, 9 поражений, мячи 49—43). 

В пяти розыгрышах Кубка СССР команда провела 19 игр (11 побед, 3 ничьи, 5 поражений, мячи 49—25).

## Достижения
- Серебряный призёр чемпионата СССР — 1952
- Финалист Кубка СССР — 1951, 1952

## Известные игроки
- Дмитрий Ликучёв
- Михаил Орехов
- Владимир Понугаев

## Тренеры
- В.Г. Понугаев
- В. И. Семиразумов